# Ernst Siehr
Ernst Ludwig Siehr (né le 5 octobre 1869 à Heinrichswalde, arrondissement de Niederung, Prusse-Orientale et mort le 14 novembre 1945 à Bergen en Rügen) est un homme politique allemand (Parti populaire progressiste, DDP).

## Biographie
Après avoir obtenu son diplôme d'études secondaires à Insterbourg, Ernst Siehr étudie le droit de 1886 à 1889 à l'Université Albertus de Königsberg, à l'Université Louis-et-Maximilien de Munich et à l'Université Frédéric-Guillaume de Berlin  Au cours de ses études, il rejoint la Landsmannschaft Littuania de Königsberg. Il devient avocat stagiaire à l'âge de 19 ans et réussit l'examen d'assesseur en 1894 avec la mention « bien ». En 1895, il s'installe comme avocat à Insterbourg. Jusqu'en 1911, il est syndic à temps partiel à la Chambre de commerce d'Insterbourg. Cette année-là, il obtient également son permis de notaire. Pendant la Première Guerre mondiale, il est déployé dans le bataillon mobile de la Landsturm d'Insterbourg avec le grade de lieutenant. Il reçoit la croix de fer de 2e classe. Siehr est membre de la Société allemande de la paix, de l'Association provinciale de Prusse-Orientale pour le développement du transport fluvial et canalaire et de la Commission historique pour la recherche d'État de Prusse-Orientale et Occidentale. En 1929, il reçoit un doctorat honorifique de l'Université de Königsberg et la citoyenneté honoraire de la ville d'Insterbourg. Le 3 février 1940, il reçoit le ruban du Corps Littuania.

### Politique
Siehr est initialement membre du Parti populaire progressiste et dirige l'organisation du parti pour la Prusse-Orientale. En 1918, il participe à la fondation du Parti démocrate allemand, dont il est également président pour la Prusse-Orientale. Siehr est membre du conseil municipal d'Insterbourg et en est le chef adjoint. De 1921 à 1925, Siehr représente Allenstein au parlement provincial de Prusse-Orientale. Il est également vice-président du parlement provincial. Il est élu député du Reichstag lors des élections du Reichstag de 1912 dans la 3e circonscription du district de Gumbinnen (de). La législature de ce Reichstag dure jusqu'à la fin de la Première Guerre mondiale. En janvier 1919, il est élu à l'Assemblée nationale de Weimar ; Il est député du Reichstag jusqu'à la nouvelle élection des représentants de la Prusse-Orientale le 20 février 1921.

### Autres mandats
Siehr décrit le Traité de paix de Versailles comme un « document de désir insensé de destruction, d’enthousiasme aveugle pour la victoire et de myopie politique ». Après le putsch de Kapp, Siehr est nommé haut président de la province prussienne de Prusse-Orientale le 16 avril 1920 parce que son prédécesseur August Winnig (SPD) s'est rangé du côté des putschistes. Pendant le mandat de Siehr, les référendums du 11 juillet 1920 en Mazurie et en Prusse-Occidentale ont lieu sur l'appartenance à la Prusse-Orientale ou à la Pologne. Le décret arbitraire de Siehr imposant une fermeture complète de la saison de chasse à l'orignal pendant trois ans est une bénédiction. En 1922, il met en œuvre le programme de Prusse-Orientale, devenu en 1926 l'Aide à l'Est (de). Le gouvernement du Reich et le gouvernement de l'État prussien tentent ainsi d'atténuer les désavantages structurels de la province résultant de sa séparation spatiale du Reich. À sa propre demande le 1er août 1932, le mandat de Siehr en tant que président prend fin le 30 septembre 1932, en raison de divergences avec le gouvernement réactionnaire nommé par le chancelier du Reich Franz von Papen lors du « Coup de Prusse ». Son successeur est Wilhelm Kutscher.

## Publications
- Ostpreußen. Zentralverlag, Berlin 1928.